# Scheloribates primoricus
Scheloribates primoricus är en kvalsterart som först beskrevs av Subbotina 1987.  Scheloribates primoricus ingår i släktet Scheloribates och familjen Scheloribatidae. Inga underarter finns listade i Catalogue of Life.